# Sonnenhaus Havelberg

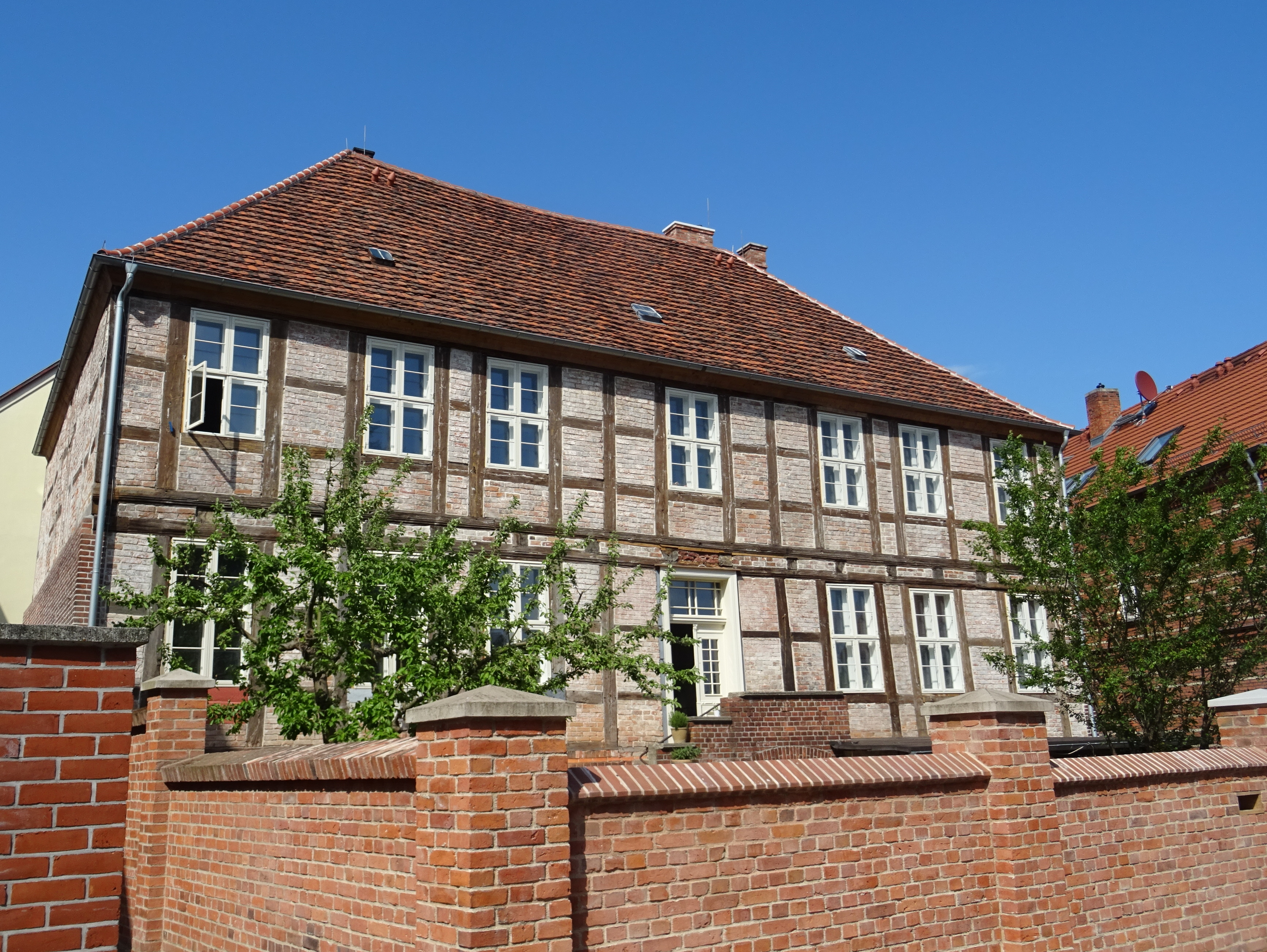
Havelberg, Kirchplatz 4 im Jahr 2019

Das Sonnenhaus Havelberg ist ein zweigeschossiger Fachwerkbau am Kirchplatz in Havelberg mit markantem Walmdach. Es wurde 1735 als Geistliches Inspektorat und Pastorat errichtet. In Johann Christoph Becmanns Beschreibung der Chur und Mark Brandenburg wurde es 1751 erstmals erwähnt. Im Jahr 2022 wurde die Sanierung des Gebäudes mit einem Bundespreis für Handwerk in der Denkmalpflege ausgezeichnet.
Im örtlichen Denkmalverzeichnis ist das Pfarrhaus unter der Erfassungsnummer 094 98193 als Baudenkmal verzeichnet.